# Per Lasson (skådespelare)
Per Christopher Lasson, född 16 december 1970 i Lomma församling, Malmöhus län, är en svensk skådespelare.

## Biografi
Lasson har studerat drama, teater och film vid Lunds universitet. Åren 1995–1999 studerade han vid skådespelarlinjen på Teaterhögskolan i Malmö.
Han har medverkat i uppsättningar på Unga Dramaten, Stockholms stadsteater, Malmö Stadsteater, Östgötateatern och Fria Teatern. Han har även arbetat som scenografi- och ljusassistent på Nya skånska teatern. På TV har Lasson medverkat i bland annat Bron, Halvvägs till himlen, Eagles och Tunna blå linjen.

## Filmografi i urval
- 2001 – Så vit som en snö
- 2005 – Dödssyndaren
- 2006 – Snapphanar (miniserie) (TV-serie)
- 2007 – Predikanten
- 2010–2013 – Den fördömde (TV-serie)
- 2013 – Solsidan (TV-serie)
- 2015 – Bron (TV-serie)
- 2019–2020 – Eagles (TV-serie)
- 2020 – Kommissarien och havet (TV-serie)
- 2021–2024 – Tunna blå linjen (TV-serie)
- 2023 - Morden i Sandhamn
- 2024 – Ronja Rövardotter (TV-serie)
- 2024 – Sommartider
- 2024 – Whiskey on the Rocks (TV-serie)
- 2025 – Stenbeck (TV-serie)
- 2025 – Där solen alltid skiner (TV-serie)

## Teater

### Roller (ej komplett)
| År   | Roll             | Produktion                                                | Regi          | Teater                  |
| ---- | ---------------- | --------------------------------------------------------- | ------------- | ----------------------- |
| 2003 | Konstapel Dummer | Hårda bud (The Lying Kind) Anthony Neilson                | Richard Looft | Malmö Dramatiska Teater |
| 2004 |                  | Utsikt från en bro (A view from the bridge) Arthur Miller | Thomas Müller | Malmö Dramatiska Teater |